# Volevo un gatto nero
Volevo un gatto nero è un brano musicale del 1969 del Piccolo Coro dell'Antoniano, interpretato da Vincenza Pastorelli e accreditato a Francesco Pagano, Mario Pagano (entrambi accreditati come "Framario"), Armando Soricillo e Francesco Saverio Maresca.

## Pubblicazione
Volevo un gatto nero debuttò durante l'undicesima edizione del festival musicale Zecchino d'Oro, andata in onda nel marzo del 1969, dove si piazzò ultima (il brano vincitore fu Tippy, il coniglietto hippy). Nonostante ciò, il brano ebbe grande successo a livello internazionale, venne tradotto e vendette milioni di dischi in Giappone. Nel 2007, in occasione del Gran galà dello Zecchino d'Oro, Volevo un gatto nero fu cantato da Massimo Giletti, accompagnato da Valentina Cesarini alla fisarmonica.
Volevo un gatto nero venne pubblicato nel 1969 con lato B Il pesciolino stanco (Volevo un gatto nero/Il pesciolino stanco) e in altri 45 giri usciti nello stesso periodo (Volevo un gatto nero/La nuvola bianca e la nuvola nera e Il pesciolino stanco/Volevo un gatto nero). La traccia è contenuta in varie antologie di musica per bambini tra cui 11º Zecchino d'Oro (1969).

## Cover
- Il singolo di debutto di Osamu Minagawa, pubblicato nel 1969, è una cover di in lingua giapponese intitolata Kuroneko no tango (黒ネコのタンゴ?). La versione di Minagawa venne rivisitata a sua volta da Ami Tokito, Pink Martini, Turbo e molti altri.
- Nel 1978 Enrique y Ana realizzò una cover del brano in lingua spagnola intitolata Quería un gato negro.
- L'ultima traccia dell'album Hide del 2013 (Volevo un gatto nero (You Promised Me)) dei Bloody Beetroots cita il ritornello di Volevo un gatto nero.
- Il gruppo coreano Turbo fece una cover in coreano che fu rivisitata nel 2020 nello show Immortals Songs dal gruppo Ateez chiamata The Black Cat nero.
- Nel 1998 ha ricevuto il premio della giuria per il miglior film del Festival di Dervio dalla Graphilm e Maurizio Forestieri ha realizzato Volevo un gatto nero da I cartoni dello Zecchino d'Oro.